# 円に内接する四角形

円に内接する四角形の例

円に内接する四角形（えんにないせつするしかっけい、英: cyclic quadrilateral）または単に内接四角形（ないせつしかっけい、英: inscribed quadrilateral）とは、4頂点が1つの円周上にある四角形のことである。この円のことを外接円といい、その上にある4頂点は共円であるという。一般的に、内接四角形は凸であると仮定されるが、四角形が自己交差することを許せば凸でない内接四角形も存在する。以下では凸四角形に限って述べることとする。
すべての三角形が外接円を持つのに対して、すべての四角形が外接円を持つとは限らない。たとえば、正方形でない菱形は内接四角形ではないが、正方形・長方形・等脚台形・反平行四辺形はすべて内接四角形である。凧形が内接四角形となるための必要十分条件は、それが二つの直角を持つことである（直角凧形）。双心四角形は内接四角形であり、かつ外接四角形でもある。傍双心四角形は内接四角形であり、かつ傍接四角形でもある。調和四角形は内接四角形であって対辺の長さの積が等しいものである。

## 特徴付け

四角形ABCDは内接四角形である

- 凸四角形が内接四角形であるための必要十分条件は四つある辺の垂直二等分線が共点となる（つまり一点で交わる）ことである。このとき共有される点は外心と呼ばれる[2]。
- 凸四角形 □ABCD が内接四角形となるための必要十分条件は、その向かい合う角が互いに補角となることである。式で書けば、四つの角が隣り合う順に α, β, γ, δ の角度を持つとすれば {\displaystyle \alpha +\gamma =\beta +\delta =\pi \;(=180^{\circ })} と書ける[2]。直接の定理はエウクレイデスの『原論』第3巻の命題22[3]であるが、同値な言い換えとして、凸四角形が内接四角形となるための必要十分条件は、その各外角が内対角に等しいことである。
- 凸四角形 □ABCD が内接四角形となる別の必要十分条件は、ひとつの辺と一方の対角線との間の角が対辺と他方の対角線との間の角に等しいことである[4]。つまり例えば {\textstyle \angle ACB=\angle ADB} のときはそうである。
- トレミーの定理の述べるところは、内接四角形のふたつの対角線の長さ e, f の積は、二組ある対辺の長さの積の和に等しいことである。式では {\displaystyle ef=ac+bd} と書ける[5]:25。逆もまた成り立ち、この式を満たす凸四角形は内接四角形となる。
- 二つの直線があり、一方が線分 AC を他方が線分 BD を含み、点 P で交わるとする。このとき四点 A, B, C, D が共円となるための必要十分条件は、線分の長さについて {\displaystyle AP\cdot PC=BP\cdot PD} が成り立つことである[6]:179。このとき、交点 P は四点が存在する円の内部にも外部にも位置しうる。前者の場合では □ABCD が内接四角形となり、後者の場合では □ABDC が内接四角形を成す。また前者の場合において上記の等式は、一方の対角線を P で分割して得られる線分の長さの積が他方のそれと等しいことを述べるものとなる。このことは、この内接四角形の対角線が外接円の弦であることから交弦定理（英語版）と呼ばれる。
- もっとほかの特徴づけとして、凸四角形 □ABCD が内接四角形となるための必要十分条件は {\displaystyle \tan {\frac {\alpha }{2}}\tan {\frac {\gamma }{2}}=\tan {\frac {\beta }{2}}\tan {\frac {\delta }{2}}=1} が成り立つことである[7]。

## 面積公式
内接四角形の面積 K は、その四辺の長さを a, b, c, d とすれば、ブラーマグプタの公式により{\displaystyle K={\sqrt {(s-a)(s-b)(s-c)(s-d)}}} と与えられる:24。ここに、s ≔ 1/2(a + b + c + d) は半周長である。これは一般の四角形に対して成立するブレートシュナイダーの公式において、内接四角形の場合に向かい合う角が補角であることを適用した系として得られる。さらに d = 0 であるとすれば、内接四角形は三角形に退化するから、ブラーマグプタの公式もヘロンの公式に退化する。
内接四角形は、各辺がそれぞれ決まった長さの並びであるようなすべての四角形の中で最大の面積を持つ（これもまたブレートシュナイダーの公式の系であるし、微分積分学を用いても証明できる）。
ブラーマグプタの公式を見れば、各辺の長さがどの二つも異なり他の三つの辺の長さの和よりも小さいという条件のもとで、そのような長さの辺を持つ内接四角形は面積が決まれば合同の違いを除いて三種類しかないことが分かる。具体的に言えば、各辺の長さが隣り合う順に a, b, c, d であったときに、長さ a の辺と残りの長さ b, c, d の辺のどれとでもよいから入れ替えるならば、面積は同じで、しかも合同にはならない。
内接四角形の面積は、辺の長さが隣り合う順に a, b, c, d で長さ a および b の辺の成す角度が B であるとき {\displaystyle K={\tfrac {1}{2}}(ab+cd)\sin {B}} と表せる:25。あるいは二本の対角線の成す角度を θ とすれば {\displaystyle K={\tfrac {1}{2}}(ac+bd)\sin {\theta }} である:26。また A が直角でないならば {\displaystyle K={\tfrac {1}{4}}(a^{2}-b^{2}-c^{2}+d^{2})\tan {A}} とも書ける:26。
もっと別の形では、外半径を R として、{\displaystyle K=2R^{2}\sin {A}\sin {B}\sin {\theta }} というものもある:83。すると直ちに {\displaystyle K\leq 2R^{2}} がわかるが、ここで等号が成り立つのは考える四角形が正方形のときであり、かつそのときに限る。

## 対角線公式
内接四角形の頂点が隣り合う順に A, B, C, D であり、各辺の長さを a ≔ AB, b ≔ BC, c ≔ CD, d ≔ DA とするとき、対角線の長さ p ≔ AC, q ≔ BD は辺の長さを用いて {\displaystyle p={\sqrt {\frac {(ac+bd)(ad+bc)}{ab+cd}}},\quad q={\sqrt {\frac {(ac+bd)(ab+cd)}{ad+bc}}}} と表せる:25:84。よって、トレミーの定理 {\displaystyle pq=ac+bd} も示せる。同じ設定のもと、トレミーの第二定理に従えば {\displaystyle {\frac {p}{q}}={\frac {ad+bc}{ab+cd}}} である:25。
対角線の長さの和に関して不等式 {\displaystyle p+q\geq 2{\sqrt {ac+bd}}} が成り立つ:p.123,#2975。ここで等号が成り立つための必要十分条件が、二つの対角線の長さが一致することであるということを、相加相乗平均の関係式を用いて示せる。さらに {\displaystyle (p+q)^{2}\leq (a+c)^{2}+(b+d)^{2}} が成り立つ:p.64,#1639。
任意の凸四角形が二つの対角線によって四つの三角形に分割されるが、内接四角形においてそれら四つの三角形の向かい合う対は互いに相似になる。
二つの対角線 AC, BD の中点をそれぞれ M, N とすれば {\displaystyle {\frac {MN}{EF}}={\frac {1}{2}}\left|{\frac {AC}{BD}}-{\frac {BD}{AC}}\right|} が成り立つ。ここに点 E, F は向かい合う辺を延長したときにできる交点とする。内接四角形 □ABCD の二辺 AC と BD が E で交わるとすると {\displaystyle {\frac {AE}{CE}}={\frac {AB}{CB}}\cdot {\frac {AD}{CD}}} が成り立つ。
内接四角形を成す辺の集合が一つ与えられれば、それらの並びだけを替えて、外接円と面積を変えることなく、三つの相異なる内接四角形を作ることができる（面積が変わらないことはブラーマグプタの公式からわかる）。そのような内接四角形のどの二つも、ひとつの対角線の長さは共通である:p84。

## 角公式
内接四角形の辺の長さが隣り合う順に a, b, c, d で与えられているものとし、半周長を s と書く。
- a, d の二辺の間の角 ∠A における各三角比の値は {\displaystyle {\begin{aligned}\cos A&={\frac {a^{2}+d^{2}-b^{2}-c^{2}}{2(ad+bc)}}\\\sin A&={\frac {2{\sqrt {(s-a)(s-b)(s-c)(s-d)}}}{(ad+bc)}}\\\tan {\frac {A}{2}}&={\sqrt {\frac {(s-a)(s-d)}{(s-b)(s-c)}}}\end{aligned}}} で与えられる[17]:202。
- 二つの対角線の成す角度を θ とすれば {\displaystyle \tan {\frac {\theta }{2}}={\sqrt {\frac {(s-b)(s-d)}{(s-a)(s-c)}}}} が成り立つ[5]:26。
- 向かい合う二辺 a, c を延長した直線が角度 φ で交わるならば {\displaystyle \cos {\frac {\varphi }{2}}={\sqrt {\frac {(s-b)(s-d)(b+d)^{2}}{(ab+cd)(ad+bc)}}}} が成り立つ[5]:31。

## パラメシュヴァーラの外半径公式
内接四角形の辺を隣り合う順に a, b, c, d とし、その半周長を s ≔ (a + b + c + d)/2 と書けば、その四角形の外半径（外接円の半径）R は {\displaystyle R={\frac {1}{4}}{\sqrt {\frac {(ab+cd)(ac+bd)(ad+bc)}{(s-a)(s-b)(s-c)(s-d)}}}} で与えられる。これは15世紀のインドの数学者 Vatasseri Parameshvara によって導かれた。
ブラーマグプタの公式を用いれば、上記の公式は {\displaystyle 4KR={\sqrt {(ab+cd)(ac+bd)(ad+bc)}}} と書き直せる。ただし K はこの内接四角形の面積である。

## 反中心・共線性
四角形において、一辺に垂直で対辺の中点を通る線分は（「中点からの垂線」の短縮形として）中垂線 (maltitude) と呼ばれる。内接四角形の各辺に引いた四つの中垂線は一点で交わる:p.131。このときの共通交点は反中心 (anticenter) と呼ばれる。反中心は、「頂点重心」の外心に関する鏡像になっているという特徴を持つ点である。したがって、内接四角形では外心、「頂点重心」、反中心は同一直線上にある。
内接四角形のふたつの対角線の交点を P とし、対角線の中点をそれぞれ M, N とするならば、その内接四角形の反中心は三角形 △MNP の垂心に一致する。

## その他の性質

丸山良寛の定理

- 内接四角形 □ABCD において、四つの三角形 △DAB, △ABC, △BCD, △CDA の内心をそれぞれ M1, M2, M3, M4 とすれば、この四点を頂点とする四角形は長方形になる。これは日本人の定理と呼ばれる定理のひとつで、丸山良寛の定理と呼ばれる。同じ四つの三角形の、こんどは垂心を考えればそれらを頂点とする四角形は □ABCD に合同であり、また重心で同様に考えれば別の内接四角形となる[4]。
- 内接四角形 □ABCD の外心を O とし、二つの対角線 AC と BD の交点を P とするとき、∠APB の角度は ∠AOB と ∠COD の算術平均である。これは円周角の定理と外角定理からの直接の帰結である。
- 面積が有理数で、どの二つも相異なる有理数の長さの辺となるような四角形で、その辺の長さが算術数列または幾何数列を成すとき、そのような四角形は共円でない[22]。
- 内接四角形の辺の長さが算術数列を成すならば、その四角形は傍接四角形（したがって、傍双心四角形（英語版））である。
- 内接四角形の二組の向かい合う辺を延長して、それらがそれぞれ点 E, F で交わるならば、E および F のそれぞれにおいてなす角の二等分線は直交する[9]。

## ブラーマグプタの四角形
ブラーマグプタ (Brahmagupta) の四角形とは、辺の長さおよび対角線の長さが全て整数で面積も整数となる内接四角形をいう。すべてのブラーマグプタの四角形は、その辺の長さを a, b, c, d, 対角線の長さを e,f とし、面積を K, 外半径を R と書けば、有理数の範囲を動くパラメータ t, u, v を用いて書ける以下の公式 {\displaystyle {\begin{aligned}a&=[t(u+v)+(1-uv)][u+v-t(1-uv)]\\b&=(1+u^{2})(v-t)(1+tv)\\c&=t(1+u^{2})(1+v^{2})\\d&=(1+v^{2})(u-t)(1+tu)\\e&=u(1+t^{2})(1+v^{2})\\f&=v(1+t^{2})(1+u^{2})\\K&=uv[2t(1-uv)-(u+v)(1-t^{2})][2(u+v)t+(1-uv)(1-t^{2})]\\4R&=(1+u^{2})(1+v^{2})(1+t^{2})\end{aligned}}}　から、分母を払う ことで得られる。

## 対角線が直交する場合

### 外半径と面積
内接四角形でなおかつ直交対角線である（つまり二つの対角線が互いに垂直である）ようなものに対し、二つの対角線の交点が一方の対角線を長さ p1 および p2 の線分に分け、他方の対角線を長さ q1 および q2 の線分に分けるものとすると {\displaystyle D^{2}=p_{1}^{2}+p_{2}^{2}+q_{1}^{2}+q_{2}^{2}=a^{2}+c^{2}=b^{2}+d^{2}}（最初の等号は、アルキメデスの『補題の書』の命題11による）が成り立つ。ここで D は外接円の直径である。これが成り立つのは、二つの対角線が円の弦に垂直であることによる。これらの等式から、外半径 R は {\displaystyle R={\tfrac {1}{2}}{\sqrt {p_{1}^{2}+p_{2}^{2}+q_{1}^{2}+q_{2}^{2}}}} と表せることが分かる。これはまた辺の長さを用いて {\displaystyle R={\tfrac {1}{2}}{\sqrt {a^{2}+c^{2}}}={\tfrac {1}{2}}{\sqrt {b^{2}+d^{2}}}} とも書ける。あるいはまた {\displaystyle a^{2}+b^{2}+c^{2}+d^{2}=8R^{2}} も成り立つ。ゆえに、オイラーの四辺形定理に従えば、外半径は二つの対角線の長さ p, q とそれら対角線の中点間の距離 x を用いて {\displaystyle R={\sqrt {\frac {p^{2}+q^{2}+4x^{2}}{8}}}} と表せる。
円に内接する直交対角線四角形の面積 K を四辺の長さで表す公式は、トレミーの定理と直交対角線四角形の面積公式を組合わせることで直接的に得られる。それは {\displaystyle K={\tfrac {1}{2}}(ac+bd)} というものである:222。

### その他の性質
- 円に内接する直交対角線四角形において、反中心は対角線の交点となる点に一致する[20]。
- ブラーマグプタの定理の述べるところによれば、内接四角形がさらに対角線直交であるならば、対角線の交点から任意の辺に下ろした垂線は対辺を二等分する[20]。
- 内接四角形が直交対角線でもあるならば、外心から任意の辺へ測った距離は対辺の長さの半分に等しい[20]。
- 円に内接する直交対角線四角形において、二つの対角線それぞれの中点同士の距離は、外心と対角線の交点との距離に等しい[20]。

## 球面内接四角形
球面幾何学において、交わる四つの大円から形作られる球面四角形が内接四角形となるための必要十分条件は、二組の向かい合う角の和が等しい（つまり、隣り合う順に四つの角度が α, β, γ, δ であるとき、α + γ = β + δ となる）ことである。この定理の一つの方向は1786年に I. A. Lexell が示した。(Lexell 1786) では、球の小円に内接する球面四角形において向かい合う角の和が等しいことおよび外接する球面四角形において向かい合う辺の和が等しいことが示されている。この二つの定理について、前者は平面幾何における同様の定理の球面幾何版であり、後者は前者の双対（つまり大円と極点との役割をいれかえたもの）になっている。Kiper らはこの定理の逆「球面四角形において向かい合う辺の長さの和が等しいならば、この球面四角形に内接する円が存在する」を示した。

## 注